# The Incredible String Band
L'Incredible String Band (spesso abbreviata in ISB) è una band acustica scozzese che, nel tempo, ha raccolto intorno a sé un vasto stuolo di appassionati nel contesto della controcultura britannica. La band ha proposto, nell'arco della carriera, una rivisitazione estremamente libera delle tradizioni folk britanniche, mescolandole a tradizioni nord africane e dell'Estremo Oriente. Soprattutto il virtuosismo e il polistrumentismo, accoppiati a una certa indolenza nelle esecuzioni, hanno contribuito a definire una caratterizzazione assolutamente singolare, anche se non mancano proposte più filologiche. La partecipazione al Festival di Woodstock, anche con il concorso della pioggia, non è stata di grande aiuto alla diffusione della fama del gruppo. L'adesione a Scientology di alcuni suoi membri ha poi significato una presa di distanza di una parte del suo seguito, per via di un'eccessiva rarefazione compositiva e di uno spiritualismo che ormai cozzava con l'incombente avvento di un'era apparentemente più votata alla materialità dell'esistenza. Il gruppo ha, in ogni caso, espresso un'originalissima fusione di folk e psichedelia che li fa dei pionieri musicali di indiscutibile qualità. Dopo un lungo periodo di silenzio, in cui soprattutto Williamson si è concentrato in una densa attività solistica, la band si è riunita intorno al 1999 e ha continuato ad esibirsi almeno fino al 2006.

## Storia

### Formazione del gruppo come trio (1965-1966)
La band si forma nel 1965. Clive Palmer, nativo di Londra, è attratto dal movimento folk di Edimburgo e vi incontra Robin Williamson il quale, fin dal 1961, ha frequentato assiduamente i bar della città, condividendo esperienze con diverse importanti figure della scena locale (Archie Fischer, Jill Doyle, Owen Hand, Hamisch Imlach, Bert Jansch). Centro di questo movimento è The howff, locale aperto nei primissimi anni '60 da Roy Guest. In breve, Williamson e Palmer mettono su un duo che esegue bluegrass e folk scozzese. Mike Heron, lungo tutti i primi anni sessanta, ha invece suonato in diversi gruppi rock britannici, come ad esempio i Saracens (imitazione degli Hollies, secondo lo stesso Heron) e gli Abstracts (band di R&B che si ispirava ai Rolling Stones). Invitato ad unirsi al duo, a Heron è affidato il compito di suonare la chitarra ritmica, mentre gli altri due avrebbero dovuto dedicarsi all'esecuzione di mirabolanti standard folk tanto americani quanto britannici. In realtà l'apporto di Heron si rivelerà subito assai più significativo, con il risultato che, nel primo disco, di una sola canzone, peraltro bellissima, la composizione è affidata a Palmer (Empty Pocket Blues). È Joe Boyd che dà loro, per la prima volta, la possibilità di incidere. La Elektra Records, etichetta sensibile al folk revival che in quegli anni sta esplodendo in Gran Bretagna, soprattutto per merito dell'opera instancabile di Ewan MacColl, ha aperto un'"ala" inglese con a capo Boyd, che li nota durante un'esibizione al Clive's Incredible Folk Club, locale aperto dalla band a Glasgow (il cui nome è stato forse motivo di ispirazione per quello della band). Il locale di Palmer dura sei mesi prima di essere chiuso dalla polizia. Il gruppo ha modo di consegnare a Boyd una demo contenente diversi standard e un numero sparuto di composizioni originali che impressionano il produttore ben più degli stessi traditional.
Nel 1966, esce The Incredible String Band. Pubblicato in Gran Bretagna e negli Stati Uniti d'America con copertine diverse (come accadde anche ad altri album del gruppo), consiste di esecuzioni in trio, in duo e a solo, con una vasta strumentazione tradizionale: violino fiddle, mandolino, piffero, kazoo e banjo. Nel 1968, in un'intervista al periodico Sing Out!, Bob Dylan dichiara che October Song (di Williamson) è una delle sue canzoni preferite del periodo. Tutto il disco risulta estremamente interessante, soprattutto perché a qualche composizione tradizionale si accompagna una mole non indifferente di musica originale dotata in modo incredibilmente vivace della levigatezza dei classici. Il sodalizio si spezza, però, subito. Palmer va in Afghanistan e Williamson in Marocco, a studiare musica. Da qui Williamson riporterà un gimbri (strumento marocchino in qualche modo simile a una chitarra ma con il piano armonico rettangolare) che verrà, però, divorato dai topi.

### Innovazioni e successo come duo (1966-1968)
Nel 1967 Heron e Williamson tornano insieme come duo (sarà questa coppia a risultare il nocciolo duro del gruppo). Nello stesso anno esce il loro secondo album The 5000 Spirits or the Layers of the Onion, che dimostra un sensibile cambio di rotta verso il formato classico della produzione ISB. Accompagnati da Danny Thompson dei Pentangle, il duo mostra una straordinaria competenza chitarristica, condensata in ballate stravaganti e intense. Nell'album spiccano Chinese White, Painting Box e You Know What You Could Be di Heron e tre composizioni assolutamente superlative di Williamson: No Sleep Blues, The Mad Hatter's Song (che con la sua miscela di stili apre la via a quella sensibilità psichedelica che caratterizzerà in futuro l'arte dell'ISB) e, soprattutto, l'indimenticabile First Girl I Loved (più in là ripresa da Judy Collins, Jackson Browne e Don Partridge). Il disco porta impetuosamente alla ribalta il duo: recensioni entusiastiche dei critici specializzati, apparizioni all'UFO Club di Londra e al Saville Theatre e la possibilità di suonare per lo show radiofonico John Peel's Perfumed Garden per la radio pirata Wonderful Radio London. The 5000 Spirits or the Layers of the Onion giunge al primo posto nelle classifiche britanniche di folk e viene indicato da Paul McCartney come uno dei suoi dischi preferiti dell'anno.

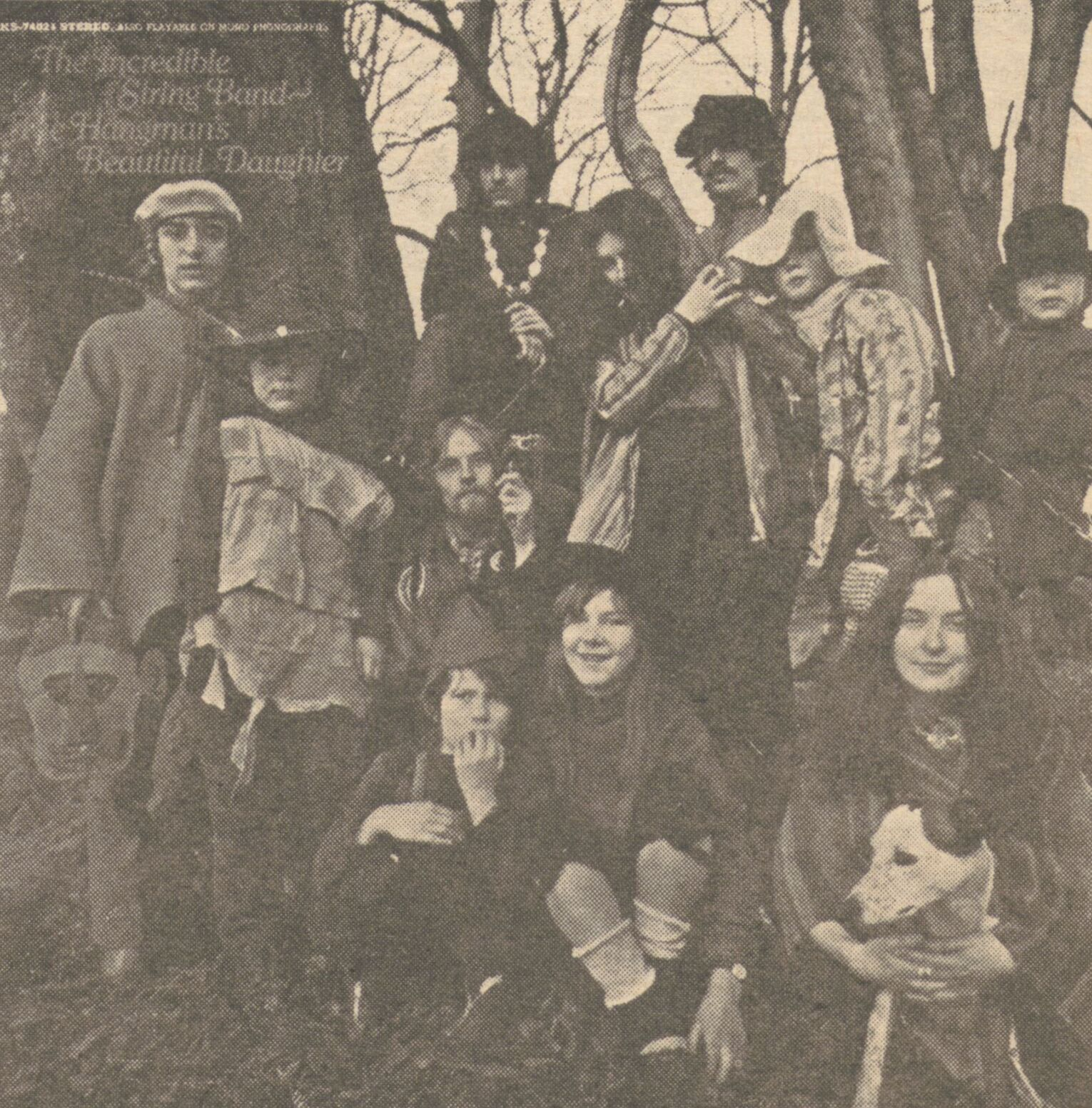
Copertina dell’album The Hangman's Beautiful Daughter

Ma è il 1968 l'annus mirabilis della band, che pubblica due dei suoi più celebrati dischi: The Hangman's Beautiful Daughter e il doppio-LP Wee Tam and the Big Huge, pubblicato negli Usa in due album, Wee Tam e The Big Huge. Il primo  raggiunge la "top 5" delle classifiche britanniche e ottiene una nomination per il Grammy americano. Robert Plant ha affermato che i Led Zeppelin hanno trovato la loro via ascoltando The Hangman's Beautiful Daughter e "seguendo le istruzioni". L'album rappresenta un'ulteriore evoluzione sul piano della produzione, anche attraverso un uso immaginativo delle tecniche di registrazione in multi-track. Significative risultano le composizioni sognanti di Williamson, come nel caso di Nightfall, The Water Song o di The Minotaur's Song, surreale parodia del music hall cantata dal punto di vista della mitica bestia. Perno dell'album è, però, A Very Cellular Song di Heron, riflessione di più di 12 minuti sulla vita, l'amore e le amebe: la sua complessa struttura include uno spiritual delle Bahamas (I Bid You Goodnight) ed un adattamento dell'inno Sikh "Possa la purezza brillare dentro te". Significativa è la presenza di Dolly Collins (sorella di Shirley). È, inoltre, a partire da The Hangman's Beautiful Daughter che Williamson e Heron ricorrono all'aiuto delle fidanzate Rose Simpson e Christina McKechnie (detta Licorice), che contribuiscono con il canto, l'organo, la chitarra e svariate percussioni. A dispetto della loro inizialmente rudimentale competenza musicale, la Simpson diviene rapidamente una discreta bassista, mentre alcune canzoni della McKechnie vengono incise dalla band.
Wee Tam e The Big Huge erano stati concepiti inizialmente come due capitoli di un unico doppio album. La Elektra decide invece di pubblicare i due dischi anche separatamente (il primo nel 1968 e il secondo nel 1969). Il fatto che questo "doppio" sia stato pubblicato simultaneamente in capitoli separati sembra abbia attenuato l'impatto nelle classifiche. Pure, questo rimane invariabilmente il materiale favorito dei fan più accaniti interrogati nei sondaggi. In Wee Tam, spiccano Puppies e Log Cabin Home in the Sky di Heron, mentre di Williamson sono The Half-Remarkable Question e la lunga e delicatissima suite di Ducks on a Pond, che chiude l'album. A Wee Tam segue Changing Horses, da molti ritenuto uno dei momenti più bui della produzione del gruppo, ma che pure tiene vivo l'interesse per il gruppo, soprattutto a motivo di una caratteristica distintiva che sempre più si impone a connotarlo: a dispetto dell'impressionante competenza tecnica dei due chitarristi, sembra che l'ingresso nella band della  Simpson e della McKechnie ispiri al quartetto una condotta più distratta, una cura decisamente più sorniona per la produzione e, in genere, un fare musicale apparentemente superficiale. È, poi, di questo periodo l'avvicinamento dei quattro, anche se non tutti allo stesso modo, alla Chiesa di Scientology, che tanta parte avrà nella storia del gruppo. Tanto Changing Horses che The Big Huge hanno una tale omogeneità che nessuna canzone spicca sulle altre in modo particolare (forse, in The Big Huge, le sole Cousin Caterpillar e The Iron Stone).
Se, da un lato, il doppio album Wee Tam/The Big Huge risulta meno sperimentale e ispirato della precedente produzione del gruppo, d'altro canto è concettualmente più avant-garde, affrontando di petto temi quali la mitologia, la religione, l'autocoscienza e l'identità. Così come in passato le visionarie e ultraterrene canzoni e visioni di Williamson dominano l'album, per quanto i pezzi più "terreni" di Heron producano un'interessante dialettica tra i due: da un lato una sensuale esperienza della vita e, dall'altro, un'ansia insaziabile per una risposta metafisica.

### Gli anni settanta
Successivamente, la band si lascia alle spalle le proprie origini da folk club, esibendosi di fronte ad un pubblico più vasto, in concert hall come la Royal Albert Hall, in prestigiosi locali del rock (come gli auditorium Fillmore di San Francisco), molti locali di New York e in festival all'aperto.
Nel 1969, il gruppo si esibisce a Woodstock (più tardi di quanto previsto, essendosi rifiutato di affrontare la pioggia della serata d'apertura). È per questa ragione che essi non vengono immortalati nel documentario. Anche l'approccio con il pubblico non è dei più facili, sentendosi la folla più a suo agio con il più robusto rock blues di band come i Canned Heat, che precede l'Incredible sul palco.

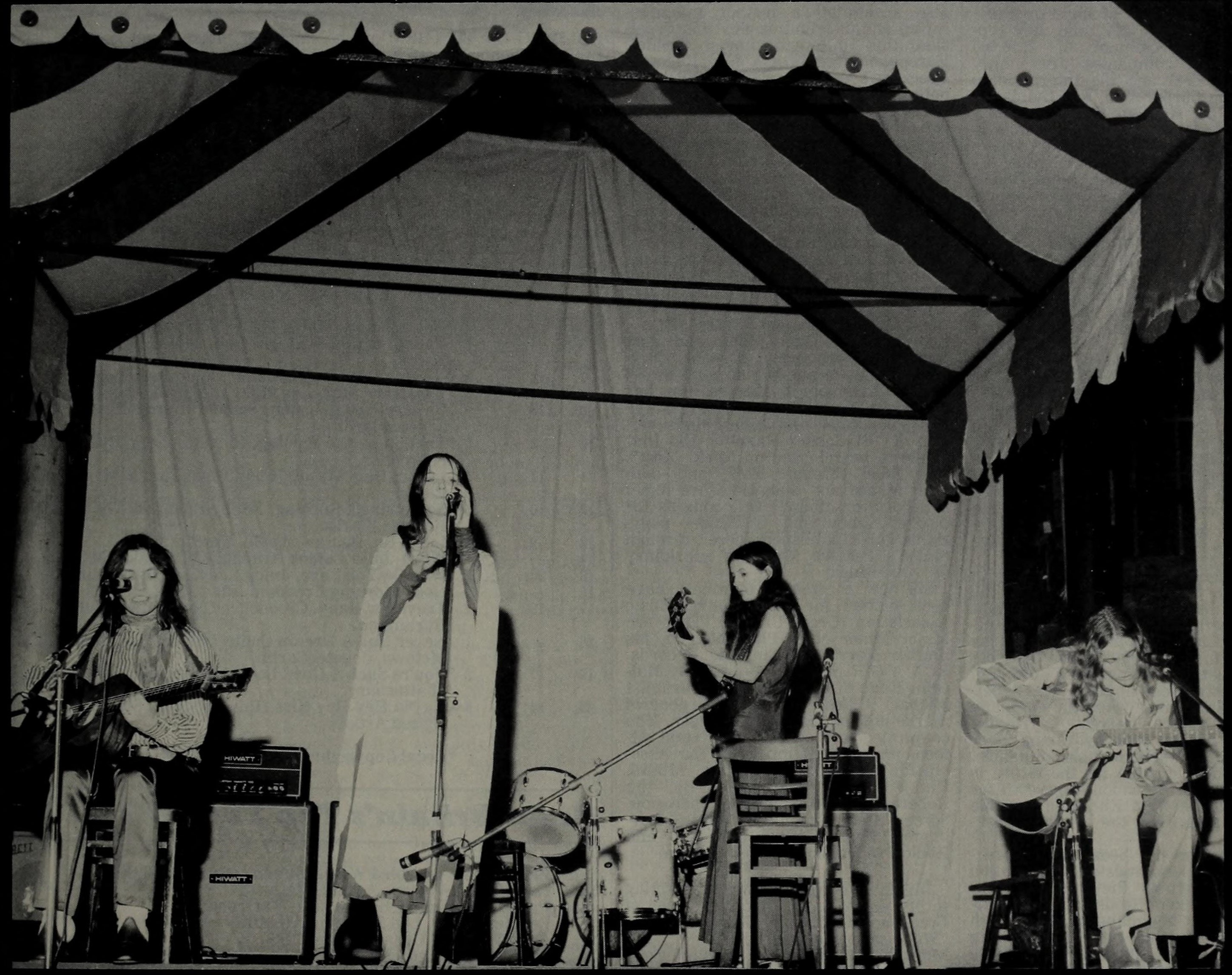
The Incredible String Band nel 1970

Le esibizioni dell'Incredible String Band avevano un carattere assai scenografico. Senza tenere conto della varietà di strumenti esotici presenti sul palco e dei coloratissimi costumi di scena, i loro concerti prevedevano talvolta reading di poesia, sketch surreali, ballerini. È nel 1970 che Williamson prova a fondere tutti questi elementi in uno spettacolo multimediale e chisciottesco alla Roundhouse di Londra. Lo spettacolo è intitolato U e viene concepito dall'autore come una "surreale parabola con musica e danza". Per molta critica il musical fu un fallimento commerciale, ed infatti non venne rappresentato a lungo, ma l'omonimo doppio album ebbe un certo successo e rimase, per molti fan, un disco di culto. Allo spettacolo partecipò la compagnia teatrale di Stone Monkey, la futura prima moglie di Williamson, Janet Shankman, e il ballerino e mimo Malcolm LeMaistre, proveniente dagli Exploding Galaxy, che successivamente entrò nella band, iniziando a suonare e a scrivere diversi pezzi interessanti.
Il disco successivo, Be Glad for the Song Has No Ending, fu a sua volta colonna sonora di un omonimo breve film nel quale, accanto ad alcune brevi interviste, compare una pantomima intitolata The Pirate and the Crystal Ball.
Rose Simpson abbandona il gruppo nel 1971 e l'anno dopo vi entra stabilmente Malcolm LeMaistre, che inizia cantando e suonando il basso, seguito nel 1973 da Gerard Dott, tastiere e fiati.
La produzione della band continua producendo diverse cose interessanti, anche se il pubblico, sempre numeroso, in parte rimpiange la prima produzione.
Earthspan, del 1973, contiene diverse cose pregevoli mentre il successivo No Ruinous Feud, troppo eclettico nei vari generi toccati, viene considerato il peggiore del gruppo, pur contenendo alcuni passaggi gradevoli ed anche interessanti.
Con il 1974 si chiude la prima fase della band, con Hard Rope & Silken Twine, disco non da sottovalutare, anche per la presenza, nella seconda facciata, della lunga suite di Heron Itkhos, che alterna momenti rock a ballate acustiche.
L'Incredible String Band risorgerà, con Clive Palmer ma senza LeMaistre (che però collaborerà alla redazione di un'antologia), per un breve periodo tra la fine degli anni novanta e l'inizio del terzo millennio della datazione convenzionale, con diversi concerti, CD di rarità, un CD in edizione limitata per il concerto di Londra del 2000 e l'ultimo del 2004, dal vivo, intitolato Nebulous Nearnesses. Robin Williamson e la moglie Bina, nel 2003, avevano lasciato "temporaneamente" il gruppo per i propri impegni solistici. Ma la storia "incredibile" del gruppo terminò nel 2006, lasciando i suoi componenti liberi di trovarsi insieme in diversi successivi concerti, fino ad oggi.

## Collocazione culturale
Vi è, a riprova di una curiosa interconnessione tra la cultura hippie e la tradizionale spiritualità di una Britannia antica e sobria, un episodio della storia ecclesiastica inglese che ha a che fare da vicino con l'ISB. Nell'autunno del 2003, l'arcivescovo di Canterbury Rowan Williams scrisse una prefazione al libro Be Glad: An Incredible String Band Compendium, dedicato interamente alla band. L'arcivescovo descrive la band come "sacra" (egli aveva già scelto la canzone The Hedgehog's Song come unico pezzo di musica popolare nella sua apparizione al programma radiofonico della BBC Desert Island Discs). Alcuni hanno visto in ciò la prova di una tarda dichiarazione del critico musicale Ian MacDonald, secondo il quale «molto di ciò che appariva profano nella cultura giovanile degli anni sessanta era anzi l'opposto».

## Membri della formazione
- Robin Williamson (1965-74, 1999-2003)
- Mike Heron (1965-74, 1999-2006)
- Clive Palmer (1965-66, 1999-2006)
- Christina "Licorice" McKechnie (1968-72)
- Rose Simpson (1968-71)
- Malcolm Le Maistre (1971-74)
- Gerard Dott (1972-73)
- Stan Schnier (aka "Stan Lee") (1972-74)
- Jack Ingram (1972-74)
- Graham Forbes (1973-74)
- John Gilston (1974)
- Bina Williamson (1999-2003)
- Lawson Dando (1999-2006)
- Claire "Fluff" Smith (2003-06)

## Discografia

### Album
- 1966 - The Incredible String Band
- 1967 - The 5000 Spirits or the Layers of the Onion
- 1968 - The Hangman's Beautiful Daughter
- 1968 - Wee Tam and the Big Huge
- 1969 - Changing Horses
- 1970 - I Looked Up
- 1970 - U
- 1970 - Be Glad for the Song Has No Ending (colonna sonora)
- 1971 - Liquid Acrobat as Regards the Air
- 1972 - Earthspan
- 1973 - No Ruinous Feud
- 1974 - Hard Rope & Silken Twine
- 1997 - The Chelsea Sessions 1967
- 2004 - Nebulous Nearnesses

### Raccolte
- 1971 - Relics of The Incredible String Band
- 1976 - Seasons They Change

### Live
- 1992 - BBC Radio 1 Live in Concert